# A Single Man (album)
A Single Man er det tolvte studiealbum af den britiske sanger Elton John, udgivet i 1978, to år efter hans sidste studiealbum Blue Moves, og et år efter udgivelsen af opsamlingsalbummet Elton John's Greatest Hits Volume II. Det er hans første album uden hans mangeårige sangskriver Bernie Taupin eller hans mangeårige producent Gus Dudgeon. De eneste medlemmer af Elton Johns band er perkussionist Ray Cooper og guitaristen Davey Johnstone, de spillede kun på en sang af albummet. I USA blev albummet certificeret platin af Recording Industry Association of America.
Singlen "Song for Guy" var en hyldest til Guy Burchett, en ung budbringer fra Rocket Records, som blev dræbt ved en motorcykelulykke i en alder af 17 år.

## Sporliste
Alle sange af Elton John og Gary Osborne medmindre andet er angivet.
| #   | Titel                    | Sangskriver(e) | Længde |
| --- | ------------------------ | -------------- | ------ |
| 1.  | "Shine on Through"       |                | 3:45   |
| 2.  | "Return to Paradise"     |                | 4:15   |
| 3.  | "I Don't Care"           |                | 4:23   |
| 4.  | "Big Dipper"             |                | 4:04   |
| 5.  | "It Ain't Gonna Be Easy" |                | 8:15   |
| 6.  | "Part-Time Love"         |                | 3:16   |
| 7.  | "Georgia"                |                | 4:50   |
| 8.  | "Shooting Star"          |                | 2:43   |
| 9.  | "Madness"                |                | 5:49   |
| 10. | "Reverie"                | John           | 0:52   |
| 11. | "Song for Guy"           | John           | 6:37   |

## Medvirkende musikere
| - Elton John – vokal, piano, orgel, keyboard - Ray Cooper – perkussion - Vicki Brown – vokal - Paul Buckmaster – orkestrering, synthesizer - B. J. Cole – guitar, steel guitar - John Crocker – klarinet, elektrisk piano, saxofon, Fender Rhodes - Herbie Flowers – kontrabas - Clive Franks – basguitar, vokal - Patrick Halcox – trompet | - Steve Holly – trommer - Davey Johnstone – guitar, baggrundsvokal - Stevie Lange – vokal, baggrundsvokal - Henry Lowther – trompet - Gary Osborne – baggrundsvokal - Tim Renwick – akustisk guitar, mandolin, elektrisk guitar - Jim Shepherd – trombone - Joanne Stone – vokal, baggrundsvokal - Chris Thompson – vokal, baggrundsvokal |

## Hitlisteplaceringer
| Hitliste (1978–79)               | Placering |
| -------------------------------- | --------- |
| Australien (Kent Music Report)   | 8         |
| Canada (RPM Albums Chart)        | 12        |
| Frankrig (SNEP)                  | 2         |
| Tyskland (Media Control Charts)  | 17        |
| Italien (Hit Parade Italia)      | 13        |
| Japan (Oricon)                   | 74        |
| Nederlandene (MegaCharts)        | 16        |
| New Zealand (RIANZ)              | 5         |
| Norge (VG-lista)                 | 4         |
| Spanien (PROMUSICAE)             | 12        |
| Sverige (Sverigetopplistan)      | 26        |
| Storbritannien (UK Albums Chart) | 8         |
| USA (Billboard 200)              | 15        |

## Certificeringer og salg
| Land                  | Certificering | Salg      |
| --------------------- | ------------- | --------- |
| Canada (Music Canada) | Platin        | 100.000   |
| Frankrig (SNEP)       | Guld          | 100.000   |
| Nederlandene (NVPI)   | Guld          | 50.000    |
| Storbritannien (BPI)  | Guld          | 100.000   |
| USA (RIAA)            | Platin        | 1.000.000 |